# František Minařík
František Minařík (15. července 1864, Boskovice – 28. srpna 1945, Lomnice) byl katolický kněz.

## Život
Na kněze jej vysvětil biskup František Saleský Bauer dne 28. září 1902. Jako kaplan působil v Lomnici od 28. března 1890 do 28. září 1902. Poté byl investován na lomnickou faru a působil zde jako farář od 29. září 1902 do 1. července 1940. V lomnické kronice je záznam o tom, že než nastoupil na lomnickou faru, byl kooperátorem v Lukách od 15. září 1889 do 31. března 1890. V roce 1909 založil s kaplanem Rudolfem Křivým lidovou knihovnu. Stejně jako jeho předchůdce v lomnické farnosti neměl moc pevné zdraví. Nějakou dobu se léčil v klášteře Milosrdných bratří v Novém Městě nad Metují a do farnosti se vrátil 1. února. Během jeho nepřítomnosti byl jmenován prozatímním správcem lomnického děkanátu P. Kunstmuller z Nového Města nad Metují, později se stálým děkanem stal farář z Dolních Louček Karel Zelwecker. P. František Minařík zemřel v Lomnici ve věku 81 let.